# 多久頭魂神社
多久頭魂神社（たくずだまじんじゃ）は、長崎県対馬市厳原町豆酘（つつ）にある神社。

## 祭神
天照大神、天忍穂耳命、日子穂穂出見尊、彦火能邇邇芸尊、鵜茅草葺不合尊

## 歴史
神武天皇の治世の創立との伝承もあるが、これは後世の付会であり、正確な創建の時期・事情は不明である。古くは「魂」字を付さずに「多久頭神社」と称されていた。延喜式神名帳に対馬国下県郡十三座のうちとして収録される「多久頭神社」は当社に比定されている。祭神は天照大神など5柱とされているが、本来の祭神は対馬特有の神である多久頭神である。『続日本後紀』承和4年（837年）2月5日条に多久都神を無位から従五位下に叙する旨の記述があり、当社の祭神を指すものとみられる。当社は対馬特有の信仰である神仏混淆の天道信仰の社で観音堂と一体であり、供僧による祭祀が行われてきた。天道信仰は母子神信仰、太陽信仰、山岳信仰などが習合したものであり、当社は本来は神殿を持たず、禁足の聖山である天道山（竜良山（たてらさん））の遥拝所となっていた。明治の神仏分離以降は、神宮寺であった豆酘寺の観音堂を社殿としたが、この観音堂は1956年の火災で焼失した。

## 文化財

### 重要文化財（国指定）
- 金鼓 - 高麗時代、銅製、径81.2センチ。「金鼓」とは日本でいう「鰐口」のこと。「禅源□巳五月日晋陽府」云々の銘と、正平12年（1357年）の追銘がある。「禅源」は私年号とみられ、「□巳」は高麗の高宗32年乙巳（1245年）とみられる。同年に現在の韓国慶尚南道晋州市で制作されたもの[3]。

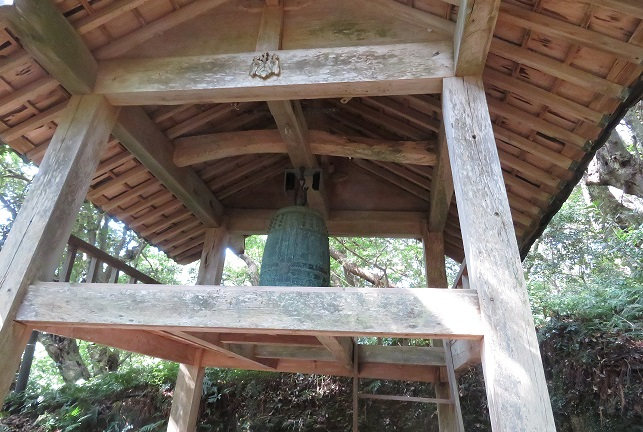
梵鐘

- 梵鐘 - 康永3年（1344年）、肥前松浦の鋳物師が製作した和鐘である。池の間（梵鐘の撞座の上の広い区画）に長文の銘があり、寛弘5年（1008年）に最初に造られた鐘を康永3年（1344年）に再鋳したもので、工人は肥前上松浦山下庄の大工覚円と小工季央であることがわかる[3]。
- 高麗版一切経 3巻、2帖、1016冊（附 大般若経（和版318帖、写本6帖）324帖） 2017年度指定[4]

### 盗難問題
所蔵していた「大蔵経」は長崎県指定文化財となっているが、2012年10月に海神神社の「銅造如来立像」や観音寺の「観世音菩薩坐像」と一緒に盗まれた（対馬仏像盗難事件）。2013年1月に韓国に持ち込んで売り捌こうとしていた韓国人グループが拘束され、仏像2体は回収されたが、大蔵経は「神社周辺の野山に捨てた」と供述している。